# Padre Las Casas (República Dominicana)
Padre Las Casas es un municipio de la República Dominicana, que está situado en la provincia de Azua.

## Localización
El municipio se encuentra ubicado en un valle intramontano de la Cordillera Central de la República Dominicana. 

## Límites
Municipios limítrofes:
|                 | Norte: Bohechío y Constanza |                                     |
| Oeste: Bohechío |                             | Este: Constanza, Guayabal y Peralta |
|                 | Sur: Las Yayas de Viajama   |                                     |

## Distritos municipales
Está formado por los distritos municipales de:
| Nombre          | Código   |
| --------------- | -------- |
| Padre Las Casas | 05020401 |
| Las Lagunas     | 05020402 |
| La Siembra      | 05020403 |
| Monte Bonito    | 05020404 |
| Los Fríos       | 05020405 |

## Historia
Padre Las Casas es uno de los diez municipios pertenecientes a la Provincia Azua, Fundado en el 1789 por... en la Región Suroeste de la República Dominicana. Este pueblo fue habitado por los taínos del Cacicazgo de Maguana, tanto así, que aún existen algunas reliquias que comprueban la vida indígena en el poblado, como es el caso de una enorme piedra en forma de tribuna con escrituras y símbolos que a la fecha no han sido descifrados, la cual se encuentra en el cercano pueblo, el Distrito Municipal de Monte Bonito. También se ha comprobado que durante la llegada de los españoles a la isla, también vivieron allí algunos de los conquistadores españoles. 
Su fundación original data de 1776, por un grupo de personas procedentes de La Vega, Constanza, Jarabacoa, Azua y San Juan de la Maguana. Este pueblo fue bautizado bajo el nombre de Valle de las Aguas, ya que cerca del pueblo se encuentran los ríos las Cuevas, al Medio o Grande y el Yaque del Sur; posteriormente su nombre fue cambiado por el de Túbano, debido a que en la zona se cultivaba el tabaco, el cual es uno de los productos agrícolas más cultivado del municipio ya tiempos atrás, las plantaciones de tabaco cubrían gran parte de su territorio; también otro nombre dado al pueblo fue el de El Llano, debido a que se encuentra en un valle; otro nombre con que fue denominado, fue el Salao y, ya desde 1927 (fecha en la cual es elevado a Sección), hasta el día de hoy lleva el nombre de Padre Las Casas, en honor al sacerdote dominico defensor de los aborígenes, opositor al régimen de las encomiendas y propulsor de las Leyes Nuevas del rey Carlos I, que prohibieron la esclavitud de los indios, Fray Bartolomé de las Casas.
Padre Las Casas pertenecía anteriormente a San Juan de la Maguana y en 1938 fue transferida a la provincia de Azua. En 1942, por órdenes del Presidente Trujillo, Padre las Casas es elevado a Común o Municipio.

## Economía
La economía del municipio depende en gran parte de la agricultura.
En Padre Las Casas hay unos 2,144 productores, de los cuales, tan sólo se cultiva entre 25% y 30% del territorio de todo el municipio, lo que es en total alrededor de 203 mil tareas de tierras agrícolas, de la cual el 40% de terreno productivo es de la zona baja, la cual ha sufrido muchos cambios, debido a las crecidas del río Las Cuevas, arrastrando así, toda la capa vegetal.
Actualmente la Secretaría de Estado de Agricultura en conjunto con la Fundación Sur Futuro, han instalado canales y sistemas de riego, de las cuales se han beneficiado muchos agricultores y miles de tareas de tierra cultivables, que antes se producían en secano. También de este sistema es beneficiada una gran parte de la zona baja, la cual puede aprovechar las aguas del río Las Cuevas a través de los canales de riego #1 y #2.
El cultivo tradicional y principal de Padre las Casas es el cultivo de café, principalmente las variedades de Café Caturra y Café Típico, cuyas plantaciones están ubicadas en las zonas altas del municipio y cuenta actualmente con un total de 55 mil tareas y 846 caficultores. Muchos de estos productores comercializan sus cultivos de café a través de CODOCAFÉ e Industrias Banilejas, la cual, es una de las empresas de café principales del país. 
En los últimos años, se ha visto una alta demanda de la producción aguacate en el municipio, por lo que se producen en gran cantidad, por lo que este cultivo podría convertirse en una de los principales cultivos del lugar, contando con unas 7 mil tareas y gran demanda en el extranjero, lo que ha motivado a muchos productores de café a cambiar de cultivo y que otros agricultores se motiven a cultivar este rubro.
Otro cultivo que se produce en Padre Las Casas, es el Guíneo, de la variedad de Reguío y de Loma, estos se producen en gran cantidad en todo el municipio, aunque se cultiva más en las zonas altas, principalmente el de loma.
Otros productos que se cultivan:
Habichuela, Arroz, Guandul, Tayota, Haba, Plátano, Manzana, Limón persa, Naranja, Yautía, Auyama, Batata y Yuca.

## Gastronomía
Los habitantes de Padre Las Casas realizan diferentes platos, los cuales se han convertido en platos tradicionales del pueblo, así como también se realizan platos que son nativos y tradicionales de la Región Sur. Algunos de estos platos son: El Chacá, el cual es un plato hecho a base de maíz, es uno de los postres más deliciosos, también es hecho principalmente en las provincias de Azua y San Juan. También se hace las famosas Habichuelas con Dulce, la cual es el plato tradicional y nacional del país. De igual forma se hacen las Habas con Dulce, también se hace Arroz Dulce con Anís, entre otros platos.

## Turismo
El municipio de Padre Las Casas no es uno de los destinos turísticos del país, por estar ubicado geográficamente en el lugar que se encuentra, pero sí cuenta con lugares sumamente atractivos e impresionantes, como son sus montañas, las cuales tienen unos paisajes bellísimos. Desde Padre Las Casas se puede llegar al Pico Duarte. También Padre Las Casas posee cuevas con escrituras taínas, así como cementerios indígenas, y en el río Las Cuevas se pueden encontrar piedra de letras. En Padre Las Casas hay también lagunas preciosas, también se encuentra el Salto de Majagüita.

## Patrimonio religioso
- Iglesia Católica Nuestra Señora del Carmen.
- Iglesia Evangelia centro de Sanidad y Adoración Príncipe de paz de las Asambleas de Dios.inc.
- Iglesia de Jesucristo de los Santos de los Últimos Días.
- Salón del Reino de los Τestigos de Jehová.
- Iglesia Adventista del séptimo día

## Festividades
- Fiestas patronales en honor a la Virgen del Carmen, el 16 de julio.
- Carnavales, el 27 de febrero.